# Obolonnea, Korop
Obolonnea (în ucraineană Оболоння) este localitatea de reședință a comunei Obolonnea din raionul Korop, regiunea Cernihiv, Ucraina.

## Demografie
Componența lingvistică a localității Obolonnea
     Ucraineană (97,44%)
     Rusă (2,23%)
     Alte limbi (0,33%)
Conform recensământului din 2001, majoritatea populației localității Obolonnea era vorbitoare de ucraineană (97,44%), existând în minoritate și vorbitori de rusă (2,23%).